# Турско-сиријска погранична криза (2012)
Турско-сиријски сукоб је војни и дипломатски сукоб између Сирије и Турске, који је средином 2012. године прерастао у оружани конфликт две државе. Турска је крајем марта 2012. године прекинула дипломатске односе са Сиријом оптуживши сиријску владу да крши људска права и користи прекомерну силу приликом гушења оружане побуне у тој земљи. Сирија је оптужила Турску владу да наоружава и војно помаже сиријске побуњенике и убацује их на територију Сирије да се боре против владиних снага. Након обарања турског авиона Ф4 у јуну односи су се знатно погоршали. После курдске оружане побуне у близини сиријске границе, турске снаге су почетком августа војно интервенисале на северу Сирије. Почетком октобра сиријске снаге су током борби са побуњеницима испалиле неколико граната на турски град Акчакали и том приликом убиле пет особа. Турске снаге су одговориле гранатирањем сиријских положаја и одобравањем војне интервенције турске војске на територији Сирије.

## Прекид диоломатских односа
После годину дана оружане побуне у Сирији, Турска и Сирија су погоршале међусобне односе. Током грађанског рата у Сирији, дошло је до егзодуса избеглица и масовних исељавања из Сирије у Турску. Турска је оптужила сиријског председника Башара Асада да користи репресивне мере у обрачуну са опозицијом и крши људска права и позвала га да оде са власти. Сиријске власти су оптужиле Турску да је на југоистоку земље уз помоћ Ције формирала центар за обуку и регрутацију сиријских побуњеника. Након обрачуна сиријске владе са побуњеницима у граду Хомсу, Турска влада је одлучила да прекине дипломатске односе са Сиријом. Турска је 26. марта затворила амбасаду у Дамаску због погоршања безбедносне ситуације у Сирији и најавила да ће сви запослени у турском дипломатском представништву напустити Дамаск. Турска је такође затворила и Генерални конзулат Турске у Алепу, великом сиријском граду на северу земље. Турска је 1. априла учествовала и на другом састанку држава пријатеља Сирије, на коме се разговарало о начинима помоћи сиријској опозицији и окончању репресија режима у Дамаску.

### Обарање турског авиона Ф4
Авион турске војске Ф4 22. јуна артиљеријском паљбом срушила је сиријска војска, када су у сиријски ваздушни простор ушла два турска авиона. Један је срушен, док је други успео да се повуче, иако је оштећен у окршају. Турске власти су објавиле службено саопштење да је контакт изгубљен док је авион летео изнад Медитерана, крај покрајине Хатај која се граничи са Сиријом. Турска је тврдила да је авион пао осам миља изван сиријских територијалних вода. Након првих вести о обарању турског војног авиона премијер Турске Реџеп Тајип Ердоган изјавио је да су двојица пилота турског војног авиона F-4 с' којим је војна база изгубила контакт док је летео у близини Сирије, живи и здрави.
Турски председник Абдулах Гул је 24. јуна изјавио да ће његова земља предузети неопходне мере против Сирије, након што је Дамаск објавио да је у петак оборио турски авион. У међувремену је портпарол сиријског министарства спољних послова Џихад Макдиси изјавио да је обарање турског војног авиона у сиријским водама био несрећан случај а не непријатељски чин према Турској. Макдиси је за турску телевизију А Хабер рекао да је Сирија имала суверено право да обори непознату летелицу која је нарушила њен ваздушни простор. Он је навео да Сирија није знала да је авион турски и да нема непријатељства према Турској. Макдиси је рекао и да Сирија помаже Турској у проналажењу пилота. Обарање турског авиона додатно је заоштрило ионако крхке односе две земље.

## Турско-сиријски погранични инциденти

### Улазак турске војске у сиријски град Џараблуис
Након побуне Курда на југоистоку Турске, Конвој турске војске у пратњи неколико хеликоптера је 7. августа ушао у сиријски град Џараблуис у региону насељеном Курдима. Контингент турских војника се вратио у своје базе након сат времена. Портпарол курдске милиције у пограничним градовима Кобани и Ефрин оптужио је турске снаге да снабдевају оружјем и муницијом сиријске терористе који се боре против сиријске војске. Турско министарство иностраних послова је демантовало да је турска војска ушла у Сирију.

### Оптужбе Турске да сиријска влада сарађује са Курдистанском радничком партијом
Турски министар иностраних послова Ахмет Давутоглу, 10. августа је оптужио сиријску владу за подршку Курдистанске радничке партије.
Турски званичници су много пута изјављивали да неће оставити курдске борце на миру у својој земљи. Анкара је запретила извођењем трупа на територији, где буду примећене прекомерне активности милитаната.

### Ваздушни напад Турске на курдске положаје на северу Ирака
Дана 16. августа увече су авиони турског Ратног ваздухопловства напали курдске области на северу Ирака. Нико није био повређен, само су нанете штете неким локалним фармама и воћњацима.

### Турски предлог за стварање тампон зоне у Сирији
Током рата у Сирији, у Турску је пребегло 70 хиљада људи. Турски министар иностраних послова Ахмет Давутоглу је 20. августа предложио да УН створе за избеглице из Сирије тампон зону. У том појасу би нашли уточиште сви они који покушавају да побегну од насиља. Према речима турског министра, његова земља не може да прихвати више од 100 хиљада избеглица из Сирије.

### Инцидент у Газијантепу
Дана 20. августа, девет особа је погинуло, а 69 повређено у експлозији у турском граду Газијантепу. Курдистанска радничка партија је објавила да нема ништа с терористичким нападом. Локалне власти су склоне да у ово што се десило виде умешаност сиријска страна. Експлозија бомбе, направљене од ексера, догодила се док је аутобус искрцавао путнике. Бомба је даљински активирана. Пламен од експлозије је захватио аутобус са путницима и три аутомобила.
Турски политичари не журе да скину одговорност са курдских сепаратиста, али знају да они сами не могу организовати такав терористички акт и саопштавају о недвосмисленој умешаности сиријских обавештајних служби. Према њиховом мишљењу, сврха овог напада је била, да се изазове страх међу становништвом Турске.

### Споразум Турске и САД о подизању антитерористичког штита на сиријској граници
Турска и САД су 24. августа постигли споразум у вези дизања обавештајног штита који треба да спречи прелазак терориста на територију Турске. Оваква концепција сарадње усмерена је на прикупљање и размену информација о кретањима и делатности побуњеника Радничке партије Курдистана и Ал Каиде на сиријској територији и у суседним областима.
Споразум је склопљен у оквиру састанка помоћника државног секретара САД за Блиски исток Елизабет Џонс и саветника министра иностраних послова Турске Халита Чевика.

### Турско повлачење војне технике на сиријску границу
Дана 21. септембра је у граничној области пало неколико граната. Турска је 23. септембра објавила да повлачи оклопна возила и артиљерију на сиријску границу. Анкара је преузела тај корак после бомбардовања серије инцидената на граници са Сиријом од којих је неколико мештана лакше повређено.
У сиријској покрајини Ал-Ракка су вођене тешке борбе између владиних трупа и побуњеника. У медијама су се у више наврата појавиле информације да се оружана опозиција крије од прогонитеља у Турској.

## Турско-сиријска погранична криза
Дана 19. септембра сиријски побуњеници заузели су контролни пункт у насељеном подручју Тел Абјад, који се граничи са турским градом Акчакале где и даље држе своје позиције. Владине снаге покушавају да их спрече да рашире своју зону утицаја и гранатирају побуњеничке положаје.

### Сиријски напад на Турску
Дана 3. октобра у артиљеријској ватри која је отворена на стамбену зграду у турском граду Акчакале погинуло је пет особа, а 13 особа је рањено. Граната је била пуштена са територије Сирије. Жртве експлозије су биле мајка и четворо деце. Међу локалним становницима, који су били у близини границе, јавила се паника. Турска је почела да разматра се питање евакуације људи из пограничних подручја.

### Одговор Турске
Турске власти су захтевале од Савета безбедности УН да предузме неопходне мере „како би се зауставила агресија Сирије. Турска влада је најавила да у наредних неколико сати би могла затражити од скупштине дозволу за вођење војне операције на територији Сирије. У међувремену, у Бриселу је, на захтев Турске, сазван хитан састанак Савета НАТО. На састанку је осуђен напад Сирије на турску територију, назвавши га „флагрантним кршењем међународног права“. Турске власти захтевају од Савета безбедности УН да предузме неопходне мере „како би се зауставила агресија Сирије." 4. октобра, Турска војска одговорила је гранатирањем сиријског градића Тал-Абиада, који се налази 10 km од границе са Турском. Гранате су испаљене из правца турског пограничног села Акчакале. Према извештајима Сиријске државне телевизије, неколико људи, укључујући и војна лица, постале су жртве турског напада на Тел-Абиаде. Турски парламент је 4. октобра поподне одржао затворену седницу о Сирији. Влада је, раније, послала парламенту меморандум о одобрењу војне акције у Сирији, као одговор на агресивне акције Дамаска. Турски парламент је на затвореној седници одлучио дати влади једногодишњи мандат за вођење прекограничних војних операција, укључујући и оне са Сиријом. Кабинет министара је послао парламенту захтев за добијање мандата у вези са погибијом пет турских грађана приликом гранатирања турске територије од стране сиријских снага. Саветник премијера Турске, Ибрахим Калим је на свом блогу на Твитеру, написао да Турска није заинтересована за рат са Сиријом, али да ће бранити своје границе. Према његовим речима, влада ће наставити дипломатске и политичке напоре за решавање ситуације.

### Извињење Сирије Турској због гранатирања
Сиријске власти су се 4. октобра увече извиниле Турској због гранатирања њене територије, које је довело до смрти пет особа.

### Међународна реакција на инцидент
УН и НАТО су осудили инцидент са пуцњавом на граници Сирије и Турске. Генерални секретар УН Бан Ки Мун позвао је Турску да не прекида односе са Сиријом. НАТО је подржао Турску, међутим заједничког војног одговора алијансе на пуцњаву из Сирије није било. Турска се обратила Савету безбедности УН са захтевом да донесе мере које би натерале Сирију да прекине агресивне акције. Савет Безбедности УН је осудио сиријски напад на погранични турски град Акчакале. Чланови Савета су затражили од Сирије да поштује суверенитет и територијални интегритет суседних држава. Пројекат резолуције СБ у коме се напад на турско село назива „опасност за мир и међународну безбедност“ блокирала је Русија. Генерални секретар НАТО-а Андрес Фон Расмусен, изјавио је 9. октобра да савезници имају све неопходне планове како би сачували безбедност Турске, уколико то буде неопходно.

### Антиратне демонстрације у Турској
Дан након инцидента и након најаве турске владе да ће парламент одобрити војсци да интервенише на територији Сирије, од раних јутарњих сати, на друштвеним мрежама у Турској су се слале поруке позива на анти-ратне демонстрације. Један такав покушај је направљен у Анкари, испред зграде парламента. Полиција је спречила акцију. Турска полиција је, користећи сузавац, растерала демонстранте који се противе одлуци парламента о војној операцији у Сирији.

### Инцидент на турско-сиријској граници 6. октобра 2012.
Турска армија је 6. октобра одговорила ватром, када је на њену територију са стране Сирије пала граната. Минобацачка граната је експлодирала поред фарме на граници са Сиријом. Пројектил испаљен са територије Сирије је пао претходни дан у селу Гјувенч у пограничној територији Хатај. Жртава није било, а Турска армија је одмах одговорила артиљеријском ватром. Власти Сирије су забраниле својој војсци било какву активност на десет километара од турске границе. Сиријско ратно ваздухопловство такође је мораlo да се држи на растојању од десет километара. Тако је Сирија фактички затворила небо над делом своје територије, што већ подуже време прижељкују устаници који немају савремена средства противваздушне одбране. Министар спољних послова Турске Ахмед Давутоглу изјавио је да мандат за вођење војних операција преко границе са Сиријом, који је дао парламент Турске, не значи објављивање рата Сирији.

### Други напад на Акчакал
У турском граду Акчакалу је 7. октобра поново експлодирао пројектил за који се верује да је испаљен са територије Сирије. Према турским изворима, нико није страдао. Турска артиљерија је отворила ватру на сиријске положаје.

### Војни манерви Египта и Турске крај обала Сирије
Војно-поморске снаге Египта и Турске извели су 8. октобра седмичну обуку својих флота у источном Средоземљу недалеко од обале Сирије. Домаћин обуке је био Египат. Турска је послала две фрегате, два ракетна брода, један танкер, два десантна брода, два хеликоптера, чету морнара и јединицу специјалаца. О томе које снаге и средства ће ангажовати Египат, није објављено. Вежбе, под називом „Море пријатељства“, трајало је до 14. октобра.

### Турска евакуација становништва из пограничних подручја са Сиријом
Турске власти су одлучиле да евакуишу грађане из пограничне зоне са Сиријом. Полиција је издала 9. октобра наређење о евакуацији становницима града Акчакала и околине. Претходно је турски премијер Реџеп Таип Ердоган изјавио да турски грађани морају бити у сваком тренутку спремни за одлазак у рат.

### Инцидент са сиријским путничким авионом
Авиони турског ратног ваздухопловства 10. октобра су пресрели сиријски путнички авион, који је повредио ваздушни простор Турске, и приморали пилота да слети на аеродром у Анкари. Ербас 320 летео је из Москве за Дамаск, а када је ушао у турски ваздушни простор пресрели су га авиони Ф16 и отпратили га до аеродрома Есенбога. Како је објавила турска телевизија, сумња се да је авион превозио тешко наоружање. Један званичник Министарства спољних послова Турске потврдио је да је сиријски авион био принуђен да слети у Анкару и да га надлежне службе тренутно прегледају, али није желео да каже да ли је у Ербасу било оружја. Сиријско ратно ваздухопловство је узвратило наређењем да примора на слетање било које турске авионе који се буду нашли у ваздушном простору Сирије. Команда сиријској армији је дата као одговор на јучерашње спуштање сиријског путничког авиона у Турској. Турска је са своје стране забранила својим авионима да прелазе границу Сирије. Сирија је као контра меру, прекинула да увози електроенергију из Турске. Сиријски министар енергетике је рекао да је снабдевање електричном енергијом обустављено недељу дана раније. Он је такође рекао да је Турска обезбеђивала око 20% потреба за електричном енергијом у Сирији. Руски Министар иностраних послова Руске Федерације затражио је од Турске да објасни инцидент са задржавањем сиријског авиона на којем су путовали руски држављани и да предузме мере да се не дозволе слични инциденти у будућности. Москву је забринуло то што је у тој ситуацији био угрожен живот и безбедност путника – руских држављана. Затим је авиону дозвољено да настави лет. Министар спољних послова Турске је објаснио да је постојала сумња да се превози забрањени терет. Турски премијер Реџеп Тајип Ердоган, изјавио је да је сиријски путнички авион који је био принуђен да слети у Анкару, прекршио међународна правила цивилне администрације и носио је терет војне намене. Сиријске власти су 11. октобра увече затражиле да им се врати конфисковани терет из авиона. Посета председника Руске Федерације Владимира Путина Турској одложена је на неодређено време. Према речима портпарола руског председника, Дмитрија Пескова, у понедељак 15. октобра био је само један од могућих датума, али ни тај датум није утврђен. На дневном реду планираног састанка била су два питања, имплементација пројекта „Јужни ток“ и сукоб између Турске и Сирије. Песков је рекао да посета руског председника није отказана и да ће се одржати нешто касније. Турске власти су 18. октобра признале да одузети терет из авиона, који је саобраћао на линији Москва-Дамаск, био у складу са законом, али да је био сумњив по свом дизајну, тачније према подацима о транспорту робеич.

### Најава Турске да повећа степен борбене готовости на граници са Сиријом и у Средоземном мору
Турска је 12. октобра најавила да се спрема да на границу са Сиријом допреми 60 тенкова (било их је 190) и 15 ловаца F-16. Турска је повећала степен борбене готовости и присуство своје ратне морнарице у Средоземном мору. Бродови наоружани ракетним системима су се упутили према базама у Аксазу, Искендеруну, Мерсину и Анталији. Сличне маневре су раније извршиле копнене и вазухопловне снаге Турске.

### Позив турског премијера на реформу УН
Турски премијер Реџеп Тајип Ердоган, саопштио је на Светском форуму, који се 13. октобра одржавао у Истанбулу, да је потребно реформисати Уједињене нације, због њене немогућности да пронађе решење за кризу у Сирији. Ердоган је казао да, у савременом свету, Запад није једини центар света. По његовом мишљењу, свет је постао мултиполаран и наставиће да се мења.

### Руски позив на дијалог Турске и Сирије
Руски министар иностраних послова Сергеј Лавров је изјавио 10. октобра, да је неопходно успоставити директан дијалог, како би се решила ситуација. Дамаск је 13. октобра изразио спремност за директне разговоре са Турском, да би се стишале тензије између две земље. Министар иностраних послова Турске Ахмет Давутоглу је најавио да ће Анкара предузети све неопходне мере у случају повреде турске границе.

### Сиријско затварање ваздушног простора за турске авионе
Министарство иностраних послова Сирије је најавило 13. октобра да та земља затвара свој ваздушни простор за турске путничке авионе. Таква одлука је донета као контра мера након инцидента до којег је дошло, када је ратно ваздухопловство Турске 10. октобра натерало сиријски путнички авион да слети у Анкару под сумњом да превози терет војне намене. Власти Турске су изјавиле да њихов ваздушни простор није затворен за сиријске путничке авионе, али да ће авиони и даље бити претресани уколико постоји сумња да превозе недозвољени терет. Турска је 14. октобра затворила свој ваздушни простор за сиријске путничке авионе.

### Турске војне операције против Курда на граници са Ираком 12. и 13. октобра 2012.
Турске војне јединице су елиминисале 17 побуњеника из сепаратистичке Радничке партије Курдистана (РПК), током два дана борби у провинцији Хакари, која се граничи са Ираком. 12. октобра је убијено тринаест, а 13. октобра четири курдских сепаратиста. Операција се наставила, а у њу су били укључени и војни хеликоптери.

### Убиство официра Саудијске Арабије и неколико турских бораца у сиријској провинцији Идлиб
Према информацијана Иранског ТВ канала Ал Алам, у борбама сиријске регуларне армије и побуњеника на северозападу провинције Идлиб убијен је официр армије Саудијске Арабије и неколико бораца турске националности. Власти Сирије оптужиле су Саудијску Арабију, Катар и Турску за пружање војне помоћи побуњеницима.

### Инцидент са јерменским теретним авионом
Власти Турске су 15. октобра натерале теретни авион из Јерменије да око 11:15 h слети. Дестинација му је била сиријски град Алепо, а спустио се у турски град Ерзурум. Турске власти су проверавале авион, који је превозио хуманитарну помоћ. Авион који се упутио у Алепо са хуманитарном помоћи, турска је пристала да пусти у свој ваздушни простор тек пошто је Јереван дозволио да се прегледа ова летелица. После завршетка провере, авион је наставио свој пут у Алепо. Министарство иностраних послова Јерменије је у вези са тим пожурило да изјави да је слетање било планско, пошто је Турска дозволила прелетање над њеном територијом само у случају уколико се прегледа терет авиона. Јерменски авион са хуманитарном помоћи за Сирију је полетео турског града Ерзурум у Алепо неколико сати касније. У теретном Ан-12 је било 1.400 паковања хране.

### Инцидент на турско-сиријској граници 18. и 19. октобра 2012.
Минобацачка граната, лансирана из Сирије, пала је 18. октобра на обалу реке Оронт у турској провинцији Хатај. Експлозија муниције никога није повредила. Турска војска је 19. октобра извела маневре у провинцији Шанлиурфа у којима су учествовале тенковске јединице и артиљеријске батерије дислоциране у граду Суруч удаљеном 10 km од турско-сиријске границе. После маневара чији је задатак било освајање једне коте, војска је окренула топовске цеви према сиријској граници. Сматра се да је разлог за вежбе активност Курда у сиријском граду Ајн ел-Араб. Анкара је извела маневре у страху да ће се услед кризе курдски милитанти у Сирији активизирати, па и да добити подршку турских Курда. Турска војска је поподне отворила ватру на сиријске позиције, јер су претходно са сиријске стране испаљена два пројектила. О детаљима се не говори.

## Реакције у свету
- НАТО - Организација НАТО је заседала на вандредној седници у Бриселу поводом сиријског напада на Турску. После ове седнице генерални секретар ове организације Андерс Фог Расмусен осудио је овај напад и рекао да НАТО будно прати дешавања у том делу Блиског истока, истичући да неће бити интервенције на територији Сирије. Он је такође навео да је ова војна организација спремна да помогне свакој њеној чланици у очувању територијалног интегритета.[53]
- Уједињене нације - Генерални секретар УН Бан Ки-Мун такође је осудио овај напад и позвао сиријске власти да поштују територијални интегритет других земаља, уз напомену да рат у Сирији све више наноси штету земљама региона. Он је такође позвао обе стране на смиривање тензија како би се решење нашло мирним путем.[53]
- Уједињено Краљевство - Шеф британске дипломатије Вилијам Хејг изјавио је 4. октобра да је турски одговор на напад "разумљив", али да треба избећи ширење сукоба.[54]